# Domin Ignác
Domin Ignác (petruseveci) (Zágráb, 1809. július 26. – Graz, 1852. augusztus 21.) orvos, táblabíró

## Élete
Zágráb megye és a város főorvosa, Zágráb-, Varasd- és Szerémmegyék táblabirája, Domin Imre akadémiai tanár és Pozvek Hildegard fia volt. Az orvosi tudományokat Bécsben hallgatta, hol 1836-ban orvosdoktori oklevelet nyert; 1848–1849-ben Komáromban a 100. honvéd-zászlóalj főorvosa volt.

## Munkái
Dissertatio Inaug. medica de haemorrhoidibus. Vindobonae, 1836.